# ستيد مالبرانك
ستيد مالبرانك (بالفرنسية: Steed Malbranque) (6 يناير 1980 في موسكرون) لاعب كرة قدم فرنسي الجنسية بلجيكي المولد يلعب حاليا لصالح نادي الدرجة الممتازة سوندرلاندالإنجليزي في مركز الوسط المهاجم كذلك يجيد اللعب في مركز الجناح.

## المسيرة الرياضية مع الأندية
يعتبر مالبرانك أحد مخرجات أكاديمية نادي ليون للناشئين وساهم في فوز فريقه ببطولة دوري الناشئين تحت 15 سنة مرتين، كأس الناشئين تحت 17 سنة، ودوري الرديف. كما أنه استلم شارة قيادة منتخب فرنسا للناشئين تحت 18 سنة. شارك في أول مباراة رسمية في بطولة دوري الدرجة الأولى في 21 فبراير 1998 أمام نادي مونبلييه وانتهت بالتعادل الإيجابي 1-1. شارك طوال 4 سنوات في 96 مباراة في مختلف البطولات منها 12 مباراة في بطولة دوري أبطال أوروبا و7 مباريات في بطولة كأس الاتحاد الأوروبي. كان مالبرانك احتياطيا لم يستخدم في المباراة النهائية لبطولة كأس الدوري الفرنسي سنة 2001. خلال وجوده في نادي ليون سنحت له الفرصة للانتقال إلى نادي آرسنال بعدما قدم أداء مبهر أمامهم على ملعب هايبري وساهم في نتيجة التعادل ثم تحقيق نتيجة الفوز 3-0 على نادي بايرن ميونخ الألماني على ملعب غيرلاند في بطولة دوري أبطال أوروبا ولكنه رفض الانتقال لأنه كان يشعر بأنه ما زال الوقت مبكرا للعب في بطولة الدوري الممتاز.
في صيف 2001 قرر الموافقة على الانتقال إلى نادي فولهام الإنجليزي مقابل 4.5 مليون جنيه إسترليني وشارك في أول مباراة رسمية أمام نادي مانشستر يونايتد وانتهت بخسارة فريقه 2-3 واستطاع تسجيل 10 أهداف في ذلك الموسم. أصبح اللاعب المفضل في النادي طوال السنوات الخمس التي قضاها حيث شارك في 211 مباراة مسجلا 44 هدف بما فيها 6 مباريات و3 أهداف في كأس الاتحاد الأوروبي في موسم 2002-2003. وفي نفس ذلك الموسم استطاع أن يكون هداف فريقه برصيد 13 هدف مما ساعد فريقه في الهروب من الهبوط. في نهاية الموسم عرض اتحاد بلجيكا لكرة القدم على مالبرانك فرصة اللعب دوليا مع منتخب بلجيكا ولكنه رفض العرض مفضلا انتظار فرصته في المشاركة مع منتخب فرنسا. في أكتوبر 2003 استطاع أن يقود فريق فولهام للفوز على فريق مانشستر يونايتد 3-1 على ملعب الأخير أولد ترافورد. في 13 مايو 2006 تم الإعلان عن فشل مفاوضات تجديد العقد التي استمرت أسابيع عديدة مما جعل إدارة نادي فولهام تعرض مالبرانك للبيع للاستفادة من مبلغ انتقاله في التعاقد مع لاعب بديل له. بعد منافسة شديدة استطاع نادي توتنهام هوتسبير التفوق على كل من ريدينغ، ميدلزبره، وست هام يونايتد، مانشستر سيتي، إيفرتون، ونيوكاسل يونايتد في اليوم الأخير من فترة الانتقالات الصيفية في 31 أغسطس مقابل مليوني جنيه إسترليني على الرغم من تعرضه للإصابة وابتعاده لفترة تقارب 10 أسابيع.
شارك مالبرانك في أول مباراة رسمية على ملعب وايت هارت لين أمام نادي بورت فالي في بطولة كأس رابطة الأندية الإنجليزية المحترفة وانتهت بفوز توتنهام هوتسبير 3-1 في 8 نوفمبر. سجل هدفه الأول لصالح توتنهام هوتسبير في 9 ديسمبر في مرمى نادي تشارلتون أثليتيك وانتهت بفوز كاسح بنتيجة 5-1 على ملعب وايت هارت لين. أصبح مالبرانك النجم المفضل لدى مشجعو نادي توتنهام هوتسبير بسبب جهده البارز في الملعب. في نهاية موسم 2007-2008 احتل المركز الخامس في قائمة أفضل مستخلص كرات في بطولة الدرجة الممتازة. سجل مالبرانك هدف نادي توتنهام هوتسبير رقم 150 في البطولات الأوروبية وكان في مرمى نادي سبورتنغ براغا البرتغالي في بطولة كأس الاتحاد الأوروبي في 14 مارس 2007 على ملعب وايت هارت لين.
في 30 يوليو 2008 قرر مالبرانك الاجتماع مجددا بباسكال تشيمبوندا وتيمو تاينيو والانتقال إلى نادي سوندرلاند مقابل 17 مليون جنيه إسترليني ووقع على عقد يمتد لأربع سنوات. لحد الآن فإن مالبرانك أفضل صانع أهداف في النادي حيث صنع 9 أهداف بينما سجل هدفه الأول في مرمى نادي هال سيتي على ملعب الأخير كينغستون للاتصالات وانتهت بفوز ساحق لنادي سوندرلاند بنتيجة 4-1.

## المسيرة الرياضية مع المنتخبات
على الرغم من ولادته في بلجيكا إلا أنه وافق على الانضمام إلى منتخب فرنسا للشباب تحت 21 سنة وشارك في بطولة كأس الأمم الأوروبية للشباب تحت 21 سنة التي أقيمت في سويسرا وخسر المباراة النهائية من منتخب جمهورية التشيك بركلات الجزاء الترجيحية 1-3 بعد انتهاء الوقتين الأصلي والإضافي بالتعادل السلبي بدون أهداف.
تم استدعاء مالبرانك للمرة الأولى إلى صفوف منتخب فرنسا في فبراير 2004 ولكنه لم يشارك في أي مباراة لحد الآن.

## روابط خارجية
- ستيد مالبرانك على موقع الاتحاد الأوربي (الإنجليزية)
- ستيد مالبرانك على موقع رابطة كرة القدم الفرنسية للمحترفين (الإنجليزية)
- ستيد مالبرانك على موقع قاعدة بيانات كرة القدم.إي يو (الإنجليزية)
- ستيد مالبرانك على موقع ليكيب (الفرنسية)
- ستيد مالبرانك على موقع Soccerbase.com (لاعب) (الإنجليزية)
- ستيد مالبرانك على موقع Soccerway.com (الإنجليزية)
- ستيد مالبرانك على موقع عالم كرة القدم.نت (الإنجليزية)
- ستيد مالبرانك على موقع كووورة
- ستيد مالبرانك على موقع AS.com (الإسبانية)